# Телевидение в Ливане
Телевидение в Ливане возникло как частная инициатива, а не как государственное учреждение. Ливан был первой страной на Ближнем Востоке и в арабском мире, где транслировалось телевидение коренных народов. Различные арабские телеканалы подражали ливанской модели.
В Ливане существуют две важные телевизионные платформы: наземные аналоговые (14 % домашних хозяйств) и бесплатные спутниковые (83 % домашних хозяйств). Существует также относительно высокий уровень проникновения кабельного телевидения, но из-за высокой распространённости хищений кабеля официальный уровень проникновения низок — менее 5 %. Более 90 % ливанских семей имеют доступ к спутниковому телевидению.
В Ливане есть 22 бесплатных спутниковых канала. Есть один государственный телеканал, «Tele Liban», который был основан в 1959 году. Некоторые телеканалы имеют политическую аффилированность, а политические партии являются важным источником финансирования. «Международная Ливанская Радиовещательная Корпорация» (LBCI) была запущена в 1985 году и стала первой частной сетью в Ливане. Некоторые другие ливанские каналы включают: MTV Al Lubnaniya, Future TV, Al Manar TV, NBN, Al Jadeed TV и Orange TV.
Внутренние каналы, в частности LBCI, исторически были самыми популярными, в отличие от большинства других арабских стран, где преобладают панарабские каналы. Несмотря на это, крупные общеарабские вещатели, в частности каналы MBC, пользуются популярностью у спутниковых телезрителей.

## История

### 1950—1980-е гг.
В то время как телевидение в арабском мире было государственной монополией, Ливан был исключением. В 1956 году правительство Ливана предоставило лицензии на вещание двум частным компаниям, «La Compagnie Libanaise de Télévision» (CLT) и «Compagnie de Télévision du Liban et du Proche-Orient» (Télé-Orient). CLT начала вещание 28 мая 1959 года, став первой коммерческой телевизионной станцией в арабоязычном мире. Вскоре после этого Télé-Orient при финансовой поддержке «American Broadcasting Company» (ABC) начал вещание. CLT, лицензия на которую принадлежала Алексу Ариди и Виссаму Иззедину, управляла двумя VHF-каналами: «Canal 7» и «Canal 9» (был на французском языке). После египетской революции 1952 года производство средств массовой информации переместилось из Каира в Бейрут; это способствовало развитию телевизионного производства в Ливане.
В 1967 году CLT стала третьей телевизионной станцией в мире после Советского Союза и Франции, которая вещала в цвете с использованием французской технологии SECAM. В течение этого десятилетия наблюдался экспорт записанных программ в другие арабские страны, что приносило немалую прибыль. И CLT, и Tele Orient продавали программы местного производства телевизионным учреждениям арабского мира.
Во время гражданской войны соперничающие группировки использовали средства массовой информации в своих целях. В 1976 году бригадный генерал Абдель Азиз аль-Ахдаб устроил переворот, потребовав отставки тогдашнего президента Сулеймана Франжье. Аль-Ахдаб объявил о перевороте по телевидению после того, как его войска захватили частную телекомпанию CLT. В ответ сторонники президента Франжье взяли под свой контроль Télé-Orient, и этот раскол продолжался до выборов президента Ильяса Саркиса. Из-за политических разногласий и CLT, и Télé-Orient столкнулись с финансовыми трудностями, поэтому в 1977 году обе станции пришли к соглашению с правительством Ливана о слиянии в одну национальную телевизионную станцию, которая получила название «Télé-Liban».
Несмотря на войну, режиссёры не прекращали снятие ливанских теленовелл, которые показывались по всему арабскому миру. Одним из самых популярных телешоу того периода было шоу-конкурс вокалистов «Studio El Fan».
Кроме того, медиапредприниматели в Ливане, иногда финансируемые кувейтцами, начали импортировать и дублировать иностранную продукцию на арабский язык. Николас Абу Самах, владелец Filmali, был пионером перезаписи видео на арабский язык. Filmali дублировал серию аниме, таких как «Arabian Nights: Sindbad no Bouken», «Maya the Honey Bee» и «Грендайзер», которые были экспортированы на национальные телеканалы по всему арабскому миру.
В начале 1980-х Télé Liban транслировал большое количество американских программ, мини-сериалов и фильмов, таких как «Даллас», «Династия», «Слава», «Фэлкон Крест», «Фламинго-роуд», «Лодка любви», «Счастливые дни», «Чистое золото» и «Корни». Télé Liban оставался единственной телестанцией в Ливане до 1985 года, когда LBCI начала транслировать программы, хотя и без лицензии и, следовательно, незаконно. LBCI положил конец монополии Télé Liban и быстро стал самым просматриваемым каналом Ливана благодаря передовым технологиям, новаторским программам и освещению новостей.
Телевизионные продюсерские компании продолжали дублировать аниме-сериалы, такие как «Hello! Sandybell», «Belle and Sebastian», и экспортировать их на арабское телевидение.

### 1990-е гг.
После завершения войны Ливан стал страной с самыми либеральными СМИ в регионе. В начале 90-х в стране действовало 54 телеканала. В 1994 году Ливан снова легализовал частную собственность на радио- и телестанции, что сделало его единственной страной в арабском мире, которая сделала это в то время. Закон об аудиовизуальных средствах массовой информации от 1994 года не только регулировал эфир, но и положил конец монополии государства на вещательное телевидение, действовавшей с 1977 года. Два года спустя правительство приняло аналогичный закон, касающийся спутниковых телевизионных станций. В 1996 году Ливанская радиовещательная корпорация (LBCI) стала первой арабской спутниковой станцией, вещающей из арабского мира. MBC тогда вещал из Лондона, а ART (Арабское радио и Телевидение) из Италии.
Вскоре после этого частная компания «Future Television» также начала вещание из Бейрута в арабский мир и вместе с LBC изменила модели просмотра в арабских странах, особенно в арабских государствах Персидского залива. Ливан предложил зрителям Персидского залива взглянуть на гораздо более открытое и либеральное, арабоязычное общество — с другим дресс-кодом и ценностями — которое было достаточно удалённым географически, чтобы не угрожать их собственным ценностям. Благодаря частным спутниковым телевизионным станциям Ливана, транслирующим уникальные и инновационные программы из Ливана, страна приобрела региональное влияние, непропорциональное её небольшому населению и географическим размерам. Панарабский охват, которого быстро достигло ливанское телевидение, бросило вызов господству египетского телевидения и спутниковых станций, принадлежащих Саудовской Аравии, таких как MBC и ART. В то время как привлекательные ведущие-женщины и развлекательные игровые шоу помогли привлечь внимание к ливанскому телевидению во всем арабском мире, влияние было гораздо больше, поскольку арабские наземные и спутниковые станции, включая Аль-Джазиру, «безошибочно переняли стили и методы ливанской школы журналистики — язык, представление контента и доставка новостных и текущих программ, а также развлекательных шоу». Программы LBC были новаторскими и расширили границы нескольких социальных и культурных направлений, что сделало канал очень популярным в арабском мире. Например, LBC был так же популярен в Саудовской Аравии в 1997 году, как и принадлежащий Саудовской Аравии MBC.
В начале 1990-х зрители во всем арабском мире впервые увидели дублированные латиноамериканские телепрограммы. Filmali Николаса Абу Самаха дублировал мексиканские и бразильские теленовеллы на арабский язык для эфира на ливанских станциях, особенно LBC. Эти дублированные теленовеллы также продавались другим арабским телеканалам.
В 1996 году «Scorpions» стала первой международной рок-группой, выступившей в Ливане после завершения гражданской войны, и во время своего пребывания в Бейруте они сняли видеоклип на песню «When You Came into my Life» в гостиничном районе Центрального Бейрута, который ещё предстояло перепланировать.

### 21-й век
Значительный объём производства средств массовой информации для наземного и спутникового телевидения, музыкальных клипов и рекламных роликов создал крупную и жизнеспособную медиаиндустрию и сохранил Ливан в качестве одного из важных медиацентров в регионе. Бейрут оставался крупным центром производства и вещания в регионе с такими компаниями, как MBC, которая базировалась в Дубае, продолжая передавать и производить программы из Бейрута. «Dubai Media Incorporated» (DMI) также продолжала транслировать некоторые из своих программ, такие как «Taratata», из Ливана, в то время как у «Abu Dhabi Media» (ADM) было несколько программ, выпущенных в Бейруте.
Телевизионные станции в Ливане, такие как LBCI и «Future Television», первыми внедрили реалити-шоу в арабском мире, особенно музыкальные соревновательные шоу. В 2003 году Future Television начал транслировать Superstar, основанную на популярном британском шоу Pop Idol, созданном Саймоном Фуллером «19 Entertainment» и разработанном Fremantle Media. В том же году LBC начал производство арабской версии Star Academy телевизионно-продюсерской компании «Endemol». Оба шоу пользовались огромной популярностью у публики во всем арабском мире. Эти шоу, особенно Star Academy, нарушили социальные табу, такие как несексуальное сожительство.
В сентябре 2002 года «Murr Television» (MTV Lebanon) был вынужден официально закрыться из-за технического нарушения закона, но на самом деле из-за его жёсткой критики сирийского правительства и вмешательства Дамаска в дела Ливана. Через четыре года после вывода сирийских войск из Ливана в 2009 году MTV Lebanon вновь открылось.